# Gieorgij Katys
Gieorgij Pietrowicz Katys (ros. Георгий Петрович Катыс; ur. 31 sierpnia 1926 w Moskwie, zm. 7 sierpnia 2017) – radziecki kosmonauta i inżynier.

## Kariera
- 28 maja 1964 – został zakwalifikowany do grupy kosmonautów-badaczy przewidzianych do lotu na statku Woschod.
- 1964 – był dublerem Konstantina Fieoktistowa podczas lotu Woschod 1.
- 1972 – opuścił oddział kosmonautów.